# Monastero di San Niccolò di Cafaggio

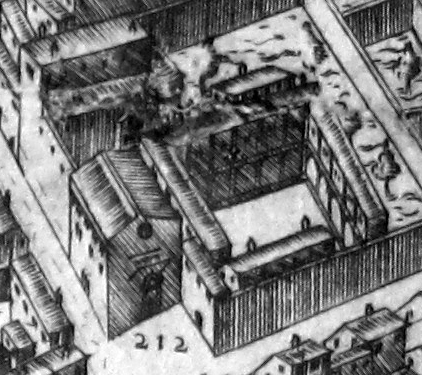
Monastero di San Niccolò nella pianta del Buonsignori

Il monastero di San Niccolò di Cafaggio, detto anche San Niccolò Maggiore, era un'architettura religiosa di Firenze, situata nell'attuale via degli Alfani, dove oggi si trovano l'Opificio delle pietre dure, il Conservatorio Luigi Cherubini in parte la Galleria dell'Accademia.

## Storia e descrizione
Fu edificato da Niccolò Gianfigliazzi nel 1340 con prima sede nel sito dove fu poi costruito lo spedale di Lemmo, trasferendosi nella sede in angolo con via degli Alfani nel 1385, dove rimasero fino alla soppressione del 1783. Era un convento femminile benedettino e doveva il suo nome alla zona di Cafaggio, che nell'alto medioevo era un'area boscosa, poi usata come pascolo. Fu detto anche San Niccolò in via del Cocomero, dalla precedente denominazione dell'attuale via Ricasoli.
Lo stesso granduca Pietro Leopoldo di Lorena dopo la soppressione espresse la volontà di ridisegnare e quindi destinare il complesso a una accademia, scelta che nel corso del tempo determinò la riconfigurazione della struttura - previo progetto di riduzione redatto da Bernardo Fallani e ampiamente documentato nelle carte dell'Archivio storico del Comune di Firenze e quindi lavori diretti prima da Gasparo Maria Paoletti e poi da Giuseppe Del Rosso - e la sua destinazione ad accogliere istituzioni comunque riconducibili a questa indicazione: l'Opificio delle pietre dure e l'Accademia di belle arti per l'area su via Ricasoli verso via Cesare Battisti, quest'ultima a occupare anche gli spazi già dello spedale di San Matteo.
Oggi corrisponde all'ex-chiesa la "Sala del Buonumore", auditorium del conservatorio Luigi Cherubini, e al chiostro il cortile dell'Opificio delle Pietre Dure.